# Халдина, Анна Николаевна
А́нна Никола́евна Ха́лдина (22 января 1902 — 25 сентября 1919) — секретарь агитационной комиссии МК РКП(б). Похоронена на Красной площади в Москве.

## Биография
Анна родилась в зажиточной семье. Окончила московское Мариинское училище. После его окончания получила право работать домашней учительницей. Через некоторое время поступила на юридический факультет Высших женских курсов.
На курсах стала активно участвовать в революционной борьбе под влиянием преподавателя Н. Н. Кропотова. Стала много читать марксистской литературы. Под влиянием прочитанного Аня начинает тяготиться своей богатой домашней обстановки. Разногласия на политической почве дома начинают принимать все более резкий характер и она, 16-летняя девочка, воспитанная няньками и мамками, кисейной барышней, не приученная ни к какому труду, уходит из дому.
Стала часто выступать на митингах московской молодёжи. Работала пропагандисткой, призывала стойко защищать Советскую власть.
С ноября 1918 года Анна стала работать в агитационного отдела Моссовета. В этом же году вступает в РКП(б). Она неоднократно просила отправить её на фронт, но её в начале 1919 года перевели работать в Московский комитет партии.
Погибла при взрыве 25 сентября 1919 года в Леонтьевском переулке в здании Московского комитета РКП(б).
Похоронена у Кремлёвской стены.

## Ссылка
- Под ред. Е. М. Жукова. Красная площадь // Советская историческая энциклопедия. — М.: Советская энциклопедия. — 1973—1982.